# Las Vegas (Piura)
Las Vegas es un caserío peruano ubicado en el distrito de Piura, perteneciente a la provincia y departamento homónimo, al norte del Perú. 

## Ubicación
Las Vegas se ubica al oeste de la provincia de Piura, en el distrito de Piura, en el departamento de Piura.

## Demografía
En 2017 Las Vegas tenía una población de 265 habitantes.
| Gráfica de evolución demográfica de Las Vegas entre 1993 y 2017 |
|                                                                 |
| Fuentes: Población 1993 y 2017                                  |